# Mercedes (Camarines Norte)
Mercedes ist eine philippinische Stadtgemeinde im Osten der Provinz Camarines Norte, an der Küste der San-Miguel-Bucht. 
Ursprünglich hieß der Ort Barra und war ein Baranggay der Provinzhauptstadt Daet. 1948 wurde er eine selbstständige Stadtgemeinde mit einer Fläche von 92,14 km². Der Name wurde nach Doña Mercedes benannt, einer reichen Frau, die ihr Leben der Unterstützung der Gemeinde, insbesondere der Armen widmete.

## Baranggays
Mercedes ist administrativ in 26 Baranggays unterteilt.
| - Apuao - Barangay I (Pob.) - Barangay II (Pob.) - Barangay III (Pob.) - Barangay IV (Pob.) - Barangay V (Pob.) - Barangay VI (Pob.) - Barangay VII (Pob.) - Canimog - Caringo - Catandunganon - Cayucyucan - Colasi - Del Rosario (Tagongtong) | - Gaboc - Hamoraon - Hinipaan - Lalawigan - Lanot - Mambungalon - Manguisoc - Masalongsalong - Matoogtoog - Pambuhan - Quinapaguian - San Roque - Tarum |

Anm.: (Pob) = Poblacion oder Hauptort

## Schulen
- Mercedes Central School
- Mercedes High School (San Roque)
- Camarines Norte State College - Mercedes Campus (ehemals Mercedes School of Fisheries)
- Tagongtong Elementary School
- San Roque National High School